# Nicolaus Cracoviensis
Nicolaus Cracoviensis oder Nikolaus von Krakau (polnisch Mikołaj z Krakowa, * möglicherweise in Krakau; † um 1550 ebenda) war ein polnischer Komponist.
Über seine Lebensumstände ist wenig bekannt. 1488 erscheint sein Name in den Archiven der Krakauer Universität, und man nimmt an, dass er Organist am Krakauer Hof war. In polnischen Orgeltabulaturen, unter anderem der Johannes-von-Lublin-Tabulatur (1537–48) und der Krakauer Tabulatur (1548) sind Teile von Messen und Offizien, Motetten, mehrstimmige Lieder, Tänze und Präludien von ihm überliefert, die italienische Einflüsse zeigen.
Am bekanntesten ist sein Chorwerk Aleć nade mną Wenus (Du, Venus, über mir) geblieben.